# Raionul Bilokurakîne, Luhansk
Bilokurakîne (în ucraineană Білокуракинський район, transliterat: Bilokurakînskîi raion) este un raion în regiunea Luhansk, Ucraina. Reședința sa este așezarea de tip urban Bilokurakîne.

## Demografie
Componența lingvistică a raionului Bilokurakîne
     Ucraineană (91,39%)
     Rusă (8,37%)
     Alte limbi (0,09%)
Conform recensământului din 2001, majoritatea populației raionului Bilokurakîne era vorbitoare de ucraineană (91,39%), existând în minoritate și vorbitori de rusă (8,37%).